# Hernádvécse
Hernádvécse község Borsod-Abaúj-Zemplén vármegyében, az Encsi járásban.

## Fekvése
Dimbes-dombos tájakon, erdők és gyümölcsöskertek között fekszik, a Garadna és a Mogyorós-patak völgyében, Miskolctól 50 km-re északkeletre, Kassától 30 km-re délre. Közigazgatási területe 1694 hektár, lakásainak száma 295.
A közvetlenül szomszédos települések a határ magyar oldalán: észak felől Hernádpetri (6 km), északkelet felől Hernádszurdok (8 km), kelet felől Göncruszka, délkelet felől Vilmány, dél felől Garadna (3 km), nyugat felől Fulókércs, északnyugat felől pedig Pusztaradvány (6 km). A legközelebbi város a mintegy 14 kilométerre fekvő Encs.

### Megközelítése
A község főutcája a 2627-es út, amiből itt ágazik ki (a 6+850-es kilométerszelvénye közelében, majdnem pontosan észak felé) a zsákfalunak számító Hernádpetrire vezető 26 145-ös út. Keleti külterületei között elhalad a 3-as főút és az M30-as autópálya is, de mindkettőről csak Garadna érintésével érhető el. Áthalad a határai között a Felsőzsolca–Hidasnémeti-vasútvonal is, de megállási pontja nincs a területén.

## Története

### Középkor
Hernádvécse évszázadokon keresztül használt neve Vécse volt, mai nevét csak a 19. század végi helynévrendezés során kapta. Régi neve a 14. századig Vejcsének hangzott. A név a szláv Vojcsa személynévből alakulhatott ki magyar névadással, amely mögött a voj = harcos szó rejlik.
Első említései a szomszédos birtokok határosaként írnak róla. Először 1234-ben hallunk róla, amikor Szurdokbénye – a mai Hernádszurdok – határosaként fordul elő egy adománylevélben. Ekkor a királyné népei voltak a lakói. 1260-ban Radvány – azaz a mai Pusztaradvány –, egy 1295-re hamisított oklevélben a három Németi – Fel- Közép- és Alnémeti – szomszédjaként írtak róla. Egy Szurdokbénye ügyében folyó perben hallunk először a Vécsei családról, amelyik V. István királytól próbálta megszerezni Szurdokbényét. Ettől kezdve ők voltak a falu birtokosai. 1332-ben a család férfi- és leányága megosztozott a birtokon. A leányági leszármazók a mai Pusztaradvány felé eső, Gálya nevű földet kapták meg. A föld határai között említették a Bécskapuja nevű völgyet, az Eblesz-patakot, a Garadna- és a Dubróka-patakot, amely összefolyt a Garadna-patakkal és Szőled határát. A Garadna-patak a mai Petri-patakkal, a Dubróka pedig a második katonai felmérésen Radvány-pataknak nevezett mai Mogyorós-patakkal azonos.
A kamara haszna nevű királyi adó szedői 1427-ben 29 paraszti telek után hajtották be az adót. Az adózók közül 27-en Vécsei András, ketten Vécsei Benedek jobbágyai voltak. A falu Abaúj vármegyének a Hernádtól nyugatra eső járásába volt beosztva. A 15. század első felében a Halmaji Trócsányi és Bor család tagjai is szereztek itt birtokrészeket.
A középkorban önálló település volt a ma Hernádvécséhez tartozó Szőled, amelynek lakott területe Vécse lakott részeitől nem messze, ugyanazon út mentén, attól délre feküdt. A két falu határát a mai Petri-patak egykori Radvány-patak összefolyása jelentette. Neve a szőlő szóból származik. Első említése Gálya föld említett határainak leírásából származik. A Szőledi család rendszeresen részt vett a vármegyei közéletben. 1427-ben a kamara haszna nevű királyi adó szedői 11 paraszti telken hajtották be az adót. Földesura Dobó András volt, és a Hernádtól nyugatra fekvő falvakkal volt egy járásba beosztva.
A falu egyháza a 14. század elején plébániai rangú volt. Tamás nevű papja 1332-ben 18, 1334-ben pedig 3 garast fizetett a pápai tizedszedőknek.

### Kora újkor
Vécse és Szőled (Szölled) a 16–17. században is önálló, egymással határos települések maradtak. Vécse kora újkori földesurai a késő középkori birtokos családok, a Vécseyek, a gibárti/halmaji Borok örökösei, 1517-ben ugyanis II. Ulászló király Vécse-i Szőllősi Balázst és feleségét, halmaji Bor Katalint, Antal, István és György nevű fiaikkal együtt megterősíti Vécse, Bedeföld és Puszta-Baksa nevű abaúji örökölt részbirtokaikban. A középkori Vécsei család kihalt, és a 15. század végén Bor Katalin (halmaji Bor Gergely lánya) révén új földesura lett Vécsének, Szőllősi Balázs, aki 1507-ben címeres nemességet nyer az uralkodótól. Az egykor a Vécseyek sárközújlaki (ma: Livada Mică, Románia) levéltárában őrzött, és 1944-ben megsemmisült armális címer-miniatúrájában kék pajzson lándzsahegyet markoló páncélos kar és a kar hajlatában egy hatágú csillag volt látható. Vécse-i Szőllősi Balázs, akit 1524-ben – felesége révén nyert falujáról – már Weche-i (Vécsei) Balázsnak neveznek. Vécsei Balázst 1530-ban Szapolyai János király gyalogos kapitányaként említ egy oklevél, így feltehetően részt vett Buda 1530. év végi védelmében is, amikor Wilhelm von Roggendorf császári tábornok ostromától védték Szapolyai katonái, erőteljes oszmán segédlettel, Buda várát. Vécsei Balázs lesz 17. század végétől ajnácskői és hernádvécsei nemesi előnevet viselő Vécsey család ősapja.
Az 1552. évi portális vagy dikális néven is ismert királyi adó jegyzéke Vécse falu birtokosaként Vécsei (Vécsey) Balázs fiai közül Istvánt nevezi meg, aki, apjához hasonlóan, Szapolyai János király híve volt. Vécsey István bizonyosan részt vett Buda 1530. évi védelmében, hiszen Szapolyai János 1532-ben kiadott címerbővítő – egykor szintén Sárközújlakon őrzött és megsemmisült – adománylevelében megemlékezik vitéze hőstettéről, Vécsey István ugyanis I. János király szeme láttára lökte vissza a létrákról a budai vár falait ostromló császáriakat. Vitézségének is köszönhető, hogy új címerében ormós várfalból kiemelkedő, mellső lábaival pajzsot tartó oroszlánt nyert. Szapolyai János már korábban is díjazta Vécsey István hűségét, világi létére megtette leleszi prépostnak, illetve a kunok Kolbász-széke nevű kerülete kapitányának.
A 16. század második felében a Bor család gibárti ágának is volt birtokrésze Vécsén, gibárti másként figedi Bor János (1518–1586/87), Bor Pál és Figedy Dorottya fia ugyanis Alsó-, Középső- és Felső-Füged, Gibárt, Fulókércs, Hernádbűd mellett Vécsén is birtokolt. Jószágait, köztük Vécsét, fiai, az 1590-ben magtalanul elhunyt fivérek, gibárti Bor Ferenc és György örökölték. Bor János és felesége, Járay Magdolna örököse volt lányuk, Bor Anna, később Török Miklósné is.
1554–1556 között, számos más csereháti faluhoz hasonlóan, Vécse és Szőled földesurait sem nevezik meg név szerint a dikális adójegyzékek, hiszen ezekre a településekre is jellemző a török kori Cserehát birtokjogi sajátossága, az ún. conpossessoratus vagy birtokosi közösség, amikor több nemeshez vagy nemes családhoz megosztva tartozik a birtok, amelyet a földesurak jobbágytelkenként, jobbágyonként osztanak meg egymás között. A jórészt Abaúj vármegyéből, illetve a Cserehátról származó birtokos családokat legtöbbször rokoni kapcsolatok fűzik össze, több birtokos házastársa révén lesz Vécse és Szőled földesura. A portális adójegyzék szerint 1564-ben Vécse birtokosa Balajthy Pál és Vékey Ferenc. A Borsod vármegyei birtokos családból származó Balajthy Pál a halmaji Bor család révén jutott Vécsére, hiszen Balajthy 1553-ban a Bor család falujában, Homrogdon, illetve Dicsházán is birtokos volt a portális adójegyzék tanúsága szerint. A Bor család, amely a Borsod vármegyei Balajton is birtokos volt, és a Balajthyak már a középkorban kapcsolatban álltak, 1500-ban halmaji Bor Simont és Balajti Pelbárt fia Istvánt együtt iktatják be 5 balajti jobbágytelek uraságába. A 16. század második felében több Balajthy (Péter, György, István, László) is részt vett Abaúj vármegye közéletében, Balajthy György, Bebek György familiárisa, az 1580-as években halmaji Bor Ilona házastársa volt.
Nagytárkányi Vékey (Wékey) Ferenc (†1578 k.), Zemplén és Bereg vármegye egyik legvagyonosabb nemese, a Magyar Királyság alországbírája (1564–1578), 1566-tól királyi kapitány és felső-magyarországi hadbíró házassága révén került be az abaúji nemesi elitbe, második feleségét, Farkasics Horváth Annát a Csereháton is birtokos göncruszkai vagy ruszkai Kornis János özvegyeként vette el 1559-ben, és így a Kornis-árvák gyámja is lett. Kornis János özvegyének meghatározó tulajdona volt Vécse faluban, ennek egy részét még második házassága előtt, de már özvegyként idegenítette el 1554-ben – anyja, Farkas Julianna és lánya, Kornis Dorottya nevében is – Bor Jánosnak. Így 1557-ben Vécsén már együttesen bír nemesi tulajdonnal gibárti Bor János és Vécsey István (Vécsei Szőllősi Balázs és Bor Katalin egyik fia). Ekkor azonban Bor János vécsei birtokrészét, egy szőledi szőlővel együtt, hűtlenség bűne miatt a király elkobozta és Czikóházy Miklósnak adományozta. Bor János azonban két év múlva, 1559-ben visszaváltotta a vécsei jószágot azon a pénzen, amelyet gibárti jobbágytelkei és kúriája zálogba vetésével szerzett. A 16. század végén gibárti másként figedi Bor János fiai: György és Ferenc súlyosan megsebesítették egymást, és ezzel felségsértést követtek el, majd nem sokkal az eset után, 1590-ben mindketten utód nélkül haltak meg, így családjuk fiágon kihalt, és a nemesi jószág az uralkodóra háramlott. A lányági örökös, Bor Anna azonban előbb hajadonként, majd Török Miklós feleségeként megmaradt a birtokokban.
Bor János fiai és rokonuk, Figedy István magszakadása miatt abaúji birtokrészeiket – Gibárt, Fancsal, Fulókércs, Vécse – 1592-ben Farkas Pál, a szatmári végvár udvarbírája és fivére, István, az országbíró és a kisebb királyi kancellária jegyzője kapja meg adományba I. Rudolf királytól. Egy jó évtized múlva, 1610-ben II. Mátyás király megerősíti Farkas Pál fiát, Istvánt apja birtokaiban: Gibárt, Fancsal, Fulókércs birtokrészekben és a teljes Vécse faluban. A családot a 17. században már gibárti Farkas néven ismerik.

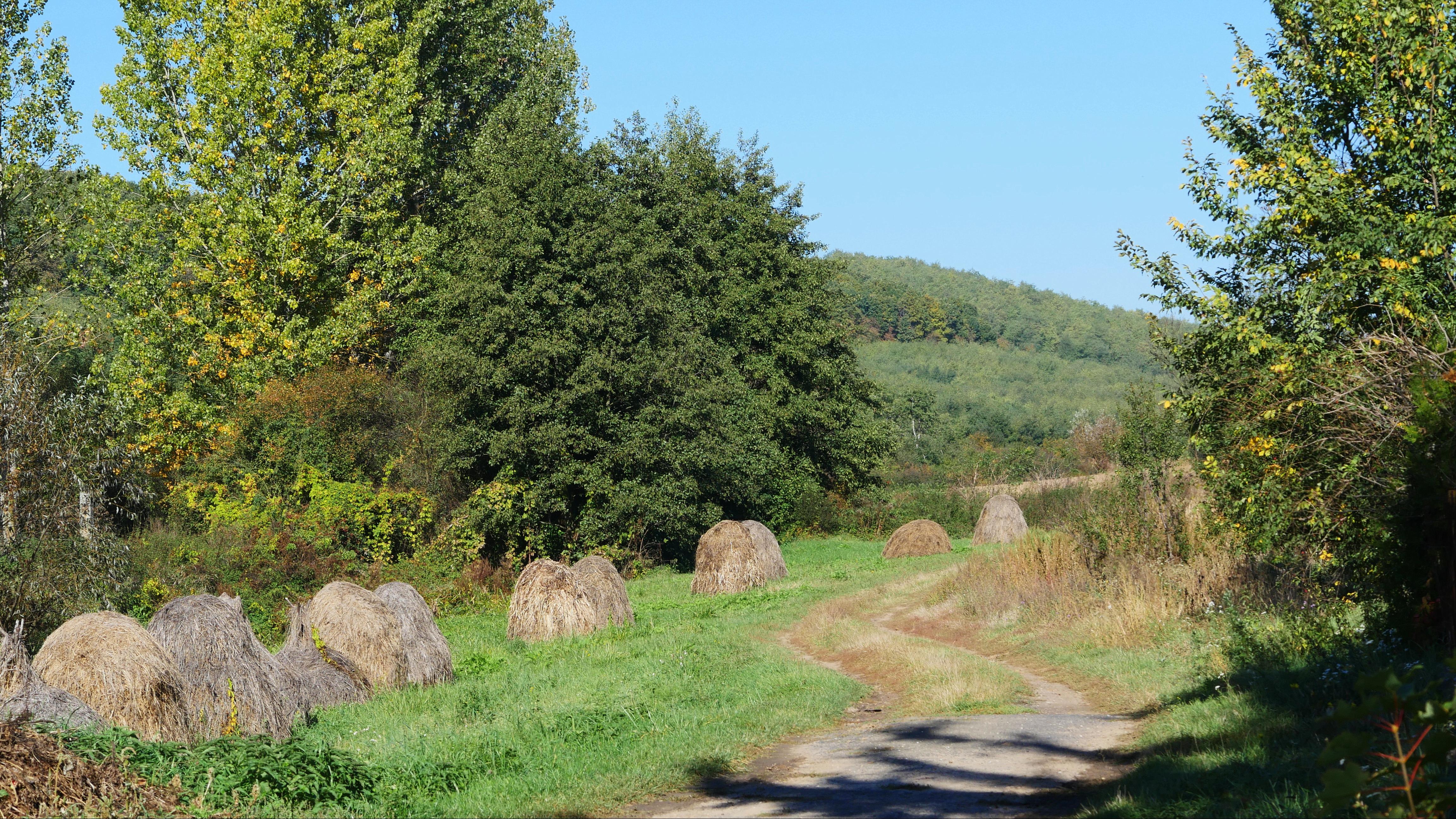
Hernádvécse határa

A Kornis-javak egy része göncruszkai Kornis János (†1550 k.) és felesége, Farkasics Horváth Anna lánya: Kornis Dorottya révén, akit Golopy Gáspár Abaúj vármegyei alispán – a Zemplén vármegyei Golop reneszánsz kastélyának építtetője – vett feleségül, a Golopy családhoz, majd a 17. században Golopy Gáspár három lányunokájához került, így Vécse falun fele részben a Vécsey-örökösök és a Golopy-leszármazók osztoztak. Golopy Gáspár egyik unokája: Vay-Ibrányi Lászlóné Dóczy Anna (szülei: Dóczy Ferenc és Golopy Gáspár lánya) révén a Kornis–Golopy-örökség egy része: Vécse, Szőled, Szőrbénye és Radvány puszta részbirtoka a 17. században az Ibrányi család birtokát is gyarapította. A Golopy-javak harmadának örököse, Dóczy Anna fia, Ibrányi Ferenc 1656-ban urbáriumot készített birtokairól, e szerint Vécsén 9 jobbágytelke volt. Ibrányi Ferenc korábbi birtokosként említi a Golopy-részen a néhai Némethi Kristófot, aki Bak Györgynek zálogosította el vécsei porcióját. Ibrányi Ferenc nagynénjével, Horváth Ferencnével, illetve további rokonokkal: Máriássy Istvánné Szentiványi Annával, Szentiványi Judittal és Petneházy Jánosnéval osztozott a Golopy-részen.
Szőled falun ugyancsak nemesi közbirtokosság osztozik a 16–17. században, a Vécsey család mellett egyéb birtokosok is megjelennek. 1550-ben szentistvánbaksai Baksy/Baksay (Baxi) Tamás nyer királyi adományt a falura. A dicsházi vagy dicházi (ma: Homrogd része) előnévvel is ismert Török Kristóf abaúji kisbirtokosnak, a Tomoriak familiárisának is volt Szőleden jószága az 1560-as években, birtokán malmot is épített.
A kora újkorban továbbra is Vécsei Szőllősi Balázs és halmaji Bor Katalin leszármazói Vécse és Szőled falvak részbirtokosai, Vécse marad a Habsburg uralkodókhoz hűséges Vécsey család egyes tagjainak lakóhelye is, a 17. század első felében Vécsey György, István, Bálint és Sándor szerepel az Abaúj vármegyei közéletben. A 17. századi vécsei földesurak az 1550-es években birtokos Vécsey István fivérének, (I.) Györgynek a leszármazói közül kerülnek ki. Vécsey (I.) György fia, (I.) Sándor Vécsén rendezi be rezidenciáját, és innen kéri 1601-ben Abaúj vármegyét, hogy segítsenek neki birtokait, Vécsét és Szőledet, nemkülönben Garadnát megvédeni, biztosítsanak számára szakállas puskákat és lőport; egyébként a vécsei templomot már saját erőből palánkkerítéssel megerősítették. Unokája, (II.) György fia: Vécsey (II.) Sándor hevesi alispán (†1662), aki 1646-ban még csereháti birtokosként szerepel a vármegye nemesi összeírásában, feleségül veszi a dúsgazdag Csapy Máriát, és Fekete László várkapitánnyal együtt 1649-ben adományba kapja Ajnácskő várát és számos Hont és Gömör vármegyei birtokot. Vécsey Sándort I. Rákóczi György erdélyi fejedelem 1645-ben 3 évre börtönbe záratja, és csak a királyi kamara váltságdíjával szabadul ki. Fia, az 1692-ben báróságra emelkedő Vécsey (III.) Sándor ajnácskői kapitány a hegyaljai felkelés áldozata lesz 1697-ben, özvegye, Szelényi Mária pedig hozzámegy Andrássy Györgyhöz (†1725), a Rákóczi-szabadságharc generálisához.
Szőled egy része, hasonlóan Vécséhez, Golopy-örökség lesz, így a 17. század közepén Golopy Gáspár egyik unokája, Dóczy Anna fia: Ibrányi Ferenc Szőled egyik birtokosa, aki 1656-ban Szőledről, ahol 5 jobbágytelekkel rendelkezik, urbáriumot készít. A Golopy-rész további birtokosai: Máriássy Istvánné és Petneházy Jánosné. A falu határán 3 nyomásban szántanak, a nyomások neve: Falu alatt való járás, Berekmáli járás, Garadna felőli (Berekmáli) járás.
Vécse a 16. század közepén átlagos, kis népességű faluként tűnik fel a rovásadó listáján, 1553-ban 3 adóporta után fizeti a királyi adót, ez az érték 1553–1556 között 6-ra nő, ekkor Vécsén 4 zsellért és földesúri majorságot is összeírtak. 1564-ben a két megnevezett birtokos, Balajthy Pál és Vékey Ferenc jobbágyai 1–1 portányi adóképességgel rendelkeznek, a következő két évben pedig az adórovók összesen 1 portára értékelik a falu teljesítőképességét, amely feltehetően a felső-magyarországi belharcok okozta pusztítások miatt csökkent le ilyen drasztikusan. 1598-ban, amikor a portát mint adóegységet felváltja a ház, 16 adóképes házat vesznek fel Vécsén az adólistára, de a következő évben teljesen adóképtelen lesz a falu, 1599-ben ugyanis tatár csapatok pusztítanak a vidéken, ráadásul a felső-magyarországi főkapitányságra frissen kinevezett Giorgio Basta (1550–1607) a tatár hadak ellen az abaúji Méra mellett vonta össze csapatait, s az itt felállított tábor királyi katonasága is hozzájárult a csereháti falvak kifosztásához. Falujuknak a tatárok és a császáriak általi felégetéséről maguk a vécsei jobbágyok vallanak az adószedőknek. Bár két év múlva valamelyest regenerálódik a falu, hiszen 1601-ben 3 adóház alapján vetik ki rá az adót, de 1608-ra ez az érték is 1-re csökken. A tizenötéves háború (1593–1606) néven ismert időszak egyébként a Magyar Királyság területén máshol is hasonló pusztulást hoz magával. Szőledre 1598-ig nem rónak ki portális adót, 1598-ban viszont az adóház értéke 15, ez a szám közelíti Vécse működő jobbágytelkeinek számát. 1599-ben Szőledet is feldúlják és felégetik a tatárok, de a falu az átlagosnál gyorsabban nyeri vissza életképességét, 1601-ben 3, 1605-ben pedig 6 az adóházak száma, igaz, 1608-ban már csak 1 ház alapján állapítják meg a falu adóját.

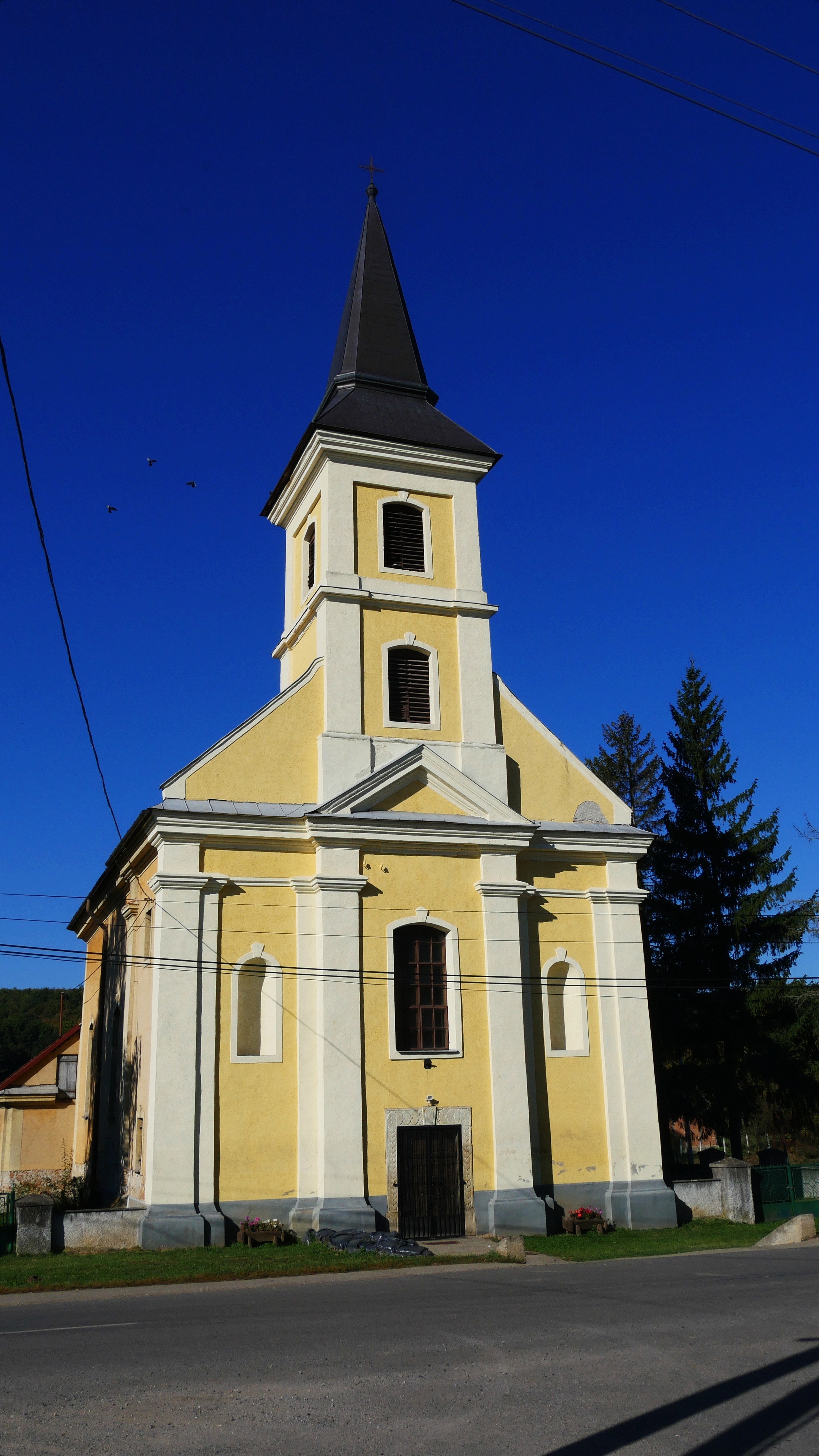
Szent Kereszt felmagasztalása római katolikus templom

Vécse csak 1572-ben jelenik meg először a dézsmajegyzékekben, ami nem jelenti azt, hogy előtte ne lett volna gabona- és szőlőtermesztés a faluban. A termelési képességnek az 1556 és 1564 közötti adójegyzékekben megjelent drasztikus visszaesése a dézsmalistákon is tetten érhető. 1572-ben, amikor Nagy Albert volt a – dézsmamentességgel jutalmazott – falusi bíró, 9 helyi telkes jobbágy mellett 13 garadnai adózó is gazdálkodott a vécsei jobbágyi szántókon, ekkor összesen 25 (30 kévés) kalangya őszi és 3 kalangya tavaszi gabonát adtak az egyházi tizedet bérlő királyi dézsmaszedőknek. A gabonatermesztésben egyáltalán nem általános nagymérvű extraneus szántóművelés jelzi, hogy az 1560/70-es években sok volt a puszta jobbágytelek Vécsén, így ezek szántóföldi külsőségét a földesurak idegen jobbágyoknak adták át művelésre. 1572-ből a bordézsma-jegyzék is fennmaradt, ekkor 5 helyi jobbágy és 13 extraneus, azaz máshol lakó, de Vécsén dézsmaköteles szőlővel rendelkező termelő összesen 107 (8 iccés) köböl bort szolgáltatott be királydézsmaként. A legtöbbet (90 köböl) Ország Márton helyi és Libóc István extraneus fizette, illetve Demjén Bálint extraneus, akit 120 köböl termése után dézsmáltak, vagyis egyedül több bora termett, mint a falu összes dézsmája. A szomszédos Szőleden, Magyar Bálint bíró irányítása alatt, 7 helyi és 15 extraneus jobbágytól összese 20,5 kalangya őszi búzát szedtek be tizedként, a termésük ennek a tízszerese volt, az 1572. évi bordézsmába viszont a 3 vécsei és 9 idegen termelő 59,5 köböl bort adott, a legtöbbet Kis László, akinek 96 köblös termése volt.
1590-ben Szőleden 15 jobbágynak (Kocog György bíró, Kis Antal, Cakó Máté, Nagy Benedek, Tót Tamás, Sipos Márton, Jánoki Mihály, Nagy János, Salgai Kristóf, Salgai Péter, Nagy György, Bertók Pál, Tar Benedek, Mészáros János) összesen 26 köböl bordézsmája volt, Vécsén viszont nem szedtek ekkor borból királydézsmát. 1597-ben 13 vécsei adózó (telkes jobbágyok: Nagy János, Salgai Péter, Csorba Lőrinc, Bertók Pál, Nagy György, Tót László, Tót Lukács, Dankó Gergely, Ország Diogenész, zsellérek: Nagy Gergely, Csorba István, Baksi András, Dankó Balázs pap) 13 (30 kévés) kalangya őszi búzát, illetve 4,5 kalangya és 10 kéve zabot adott tizedként. Ugyanebben az évben, 1597-ben Szőleden, a dézsmamentes Kis Antal bírón kívül, 8 jobbágynak 4 kalangya őszi gabonája volt. Borból viszont 1597-ben 17 köböl dézsmát adott a 8 helyi és 7 vécsei szőlősgazda Szőleden (szőlediek: Kocog György, Bak Gáspár, Tót Gábor, Sipos Márton, Cakó György, Tót János, Nagy Benedek, Tót Tamás, vécsei extraneusok: Ország Diogenész, Nagy János, Salgai Péter, Bertók Pál, Nagy György, özv. Tót Lászlóné). A dézsmajegyzékek adatai jelzik, hogy a két szomszédos falu közül Szőleden folyt intenzívebb szőlőkultúra, több vécsei jobbágynak is volt itt dézsmás szőleje. Vécséről utoljára 1606-ban maradt fenn dézsmalista, ezen Nagy András bíró mellett három dézsmaadó jobbágy (Bertók Pál, Nagy György, Ország Dénes) szerepel összesen 5,5 kalangya őszi és 4,5 kalangya tavaszi gabonával, mellettük 4 zsellér, fizeti az ún. kereszténypénzt. Szőleden 1612-ben még dézsmát ad Kozák János és Kozák György egyenként 30 köblös bortermése után, de a továbbiakban ez a falu sem szerepel a dézsmalistákon. Vécse falu szántóföldjei a 17. században 3 nyomásra voltak osztva, ezek neve: Bénye, Berek-mál, Galya.
A 17 század második évtizedétől ugyanis mind Vécsét, mind Szőledet ún. taxás faluként írják össze az adójegyzékekben, azaz a falvak már nem jobbágytelki állományuk alapján fizetik az adót, lakosai ugyanis személyenként meghatározott összeg, ún. taxa fizetésével váltják meg az állam iránti kötelezettségüket. A taxások lehetnek armalisták, azaz egytelkes nemesek, taxás jobbágyok, illetve libertinusok, vagyis a jobbágyi terhek alól felmentett adózók, de kisnemesek is, a taxás vagy taksás jogállás mindenképpen szabadabb és magasabb státust jelent, mint a jobbágyi. 1618-ban Vécse taxásai 1 Ft 25 dénárt, a szőledi taksások pedig 1 Ft-ot fizetnek adómegváltásként. 1624-ben Vécse taxás nemesei 1 Ft 75 dénárt, Szőled adófizetői 1 Ft 25 dénárt adnak össze adóként, 1632-ben 75 dénár (Vécse), illetve 2 Ft (Szőled) a falu taxája. Az adójegyzékek 1635-ben tüntetik fel utoljára a két falut, Vécsén 1 Ft 50 dénár, Szőleden 2 Ft 25 dénár a taxások összesített adója, ezt Szőleden Bak Györgytől és Szentiványi Pál árváitól mint taxás nemesektől szedték be.
Vécse és Szőled lakosai, a borsodi és abaúji régió legtöbb településéhez hasonlóan, a 16. század második felében a reformáció hívei lettek. A falu egyháza az 1567. évi debreceni zsinaton a Helvét Hitvallást aláíró abaúji, más néven kassavölgyi református seniorátushoz (esperességhez) tartozott, amely a 16. század végén egyesült a tornai egyházakkal, és ettől kezdve abaúj-tornai egyházmegyeként működött. Vécse és Szőled leányegyházak vallásos közössége, gyülekezete a közeli Garadna református anyaegyházához tartozott, a garadnai református lelkészek szolgáltak Vécsén és Szőleden is: Szántai Gergely (1585), Dobi Illés (1589), Korlátfalusi Pólya Pál (1590–1591), Szikszai Győri János (1594–1596), Szőlősi Mihály (1606), Rozgonyi János (1608), Mokcsai János (1611–1613), Gönci János (1619–1622), Angyalosi Boldizsár (1623), Miskolci Péter (1645). A 17. század elején a prédikátornak a leányegyházakban élő házas emberektől évente 1 köböl szemes gabona vagy 1 (32 kévés) kalangya búza járt, valamint ún. garaspénz, minden jobbágycsaládtól 3 dénár. Garadnán tanítót is alkalmazott az egyház, díjazása megegyezés szerint történt. Az egyházi szolgáltatások után külön fizettek a lelkésznek, esketésért 12 dénárt, temetésért 12 dénárt, ennek fele a tanítót illette, keresztelésért egy kenyér, egy tyúk és ún. komapénz (1 dénár). Szőleden és Vécsén is templomuk volt a reformárus híveknek.
1683-ban az abaúji dézsmajegyzékben Vécsét puszta településként jegyzik fel, az 1696. évi országos összeírásban sem szerepel Vécse, sőt Szőled sem. A falvak azonban nem néptelenednek el teljesen, 1707-ben mindkét falut kuriálisnak, azaz adómentes kisnemesi községnek minősítik az adószedők, igaz, Vécsén 1/16 és 1/32 portát mint adóalapot is összeírnak. A két falut a 18. század elejére részben elhagyják lakosai, az 1715. és 1720. évi országos összeírás Abaúj vármegyei jegyzékébe sem vették fel egyik települést sem. Bél Mátyás 1730-as évek elején készült és a 21. századig kéziratban maradt, Abaúj vármegyét latin nyelven leíró monográfiájában Vécsét lakott településként, Szőledet ellenben mint pusztát szerepelteti: „18. Vécse, innen származnak a Vécsey bárók, a falu az örökségükhöz tartozik, bár már Andrássy András báró birtokában van. Területe sem túl termékeny, sem túl terméketlen. A völgyben fekvő Gallya, Bába és Berke nevű rétjei nemes és bőséges szénát adnak. A Gállya-Bércze, Debreczke, Mogyorós, Sűrű-Bércz és Berekmáj nevű dombokat tölgyesek borítják. Az egykor volt szőlőművelésnek még megvannak a nyomai. A falun keresztülhaladó folyó valamelyest mocsaras, és szennyezettsége miatt ivásra alkalmatlan, ezért a lakosok forrásvízzel élnek. 19. Szőled: A völgyben fekvő Szőled jelenleg néptelen puszta. A Vécseyeknek és egyéb [földesúri családoknak] van alávetve, szántóföldje és erdei elegendőek lennének, hogy művelésükre jobbágyokat telepítsenek ide.”

### 18. század

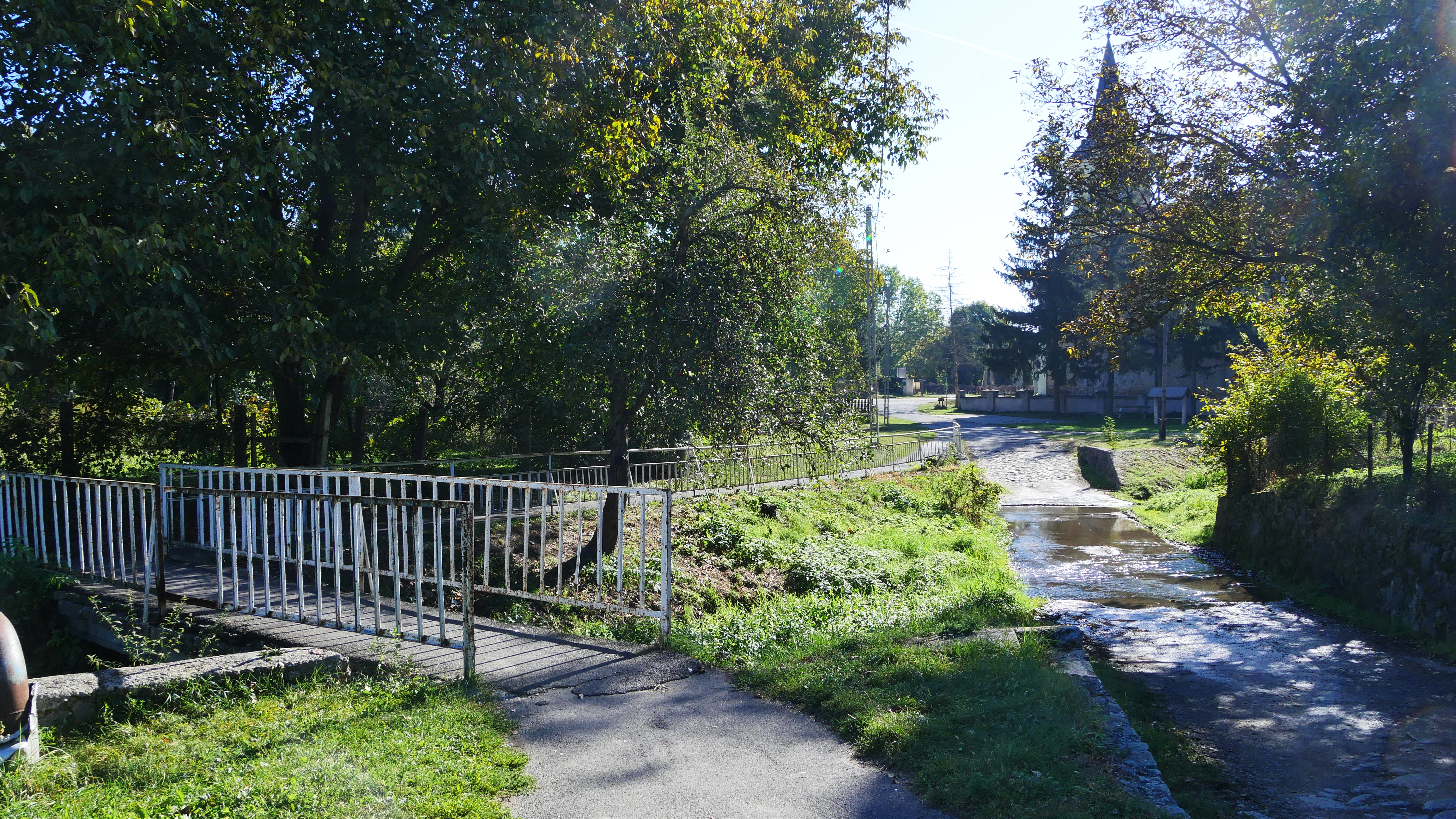
A Garadna patak gázlója a település belterületén

A község népességének egészéről a 18. század második felétől áll rendelkezésre megbízható adat. II. József népszámlálása volt az első olyan összeírás, amely a teljes lakosságra kiterjedt, és ennek adatai szerint 1785-ben a falu honos népessége 612 fő volt. Ludovicus Nagy 1828-ban megjelent népességstatisztikai munkája szerint ekkorra már 882 főt tartottak nyilván a faluban, Fényes Elek Geographiai szótára viszont ismét csak 692 főről tájékoztat, ám jelenlegi tudásunk alapján sem a gyarapodás okát, sem a későbbi visszaesést nem tudjuk értelmezni. A házak számában is számottevő növekedés mutatkozik: II. József idején még 87, 1828-ban viszont már 110 házat jegyeztek fel az összeírók. Hernádvécse a reformkorban a csereháti járás második legnépesebb településének számított. Jelentőségét kiemeli, hogy itt működött a térség alsó szintű (a forrói postahivatalhoz képest alárendelt) postaállomása. Az 1828-as országos adóösszeírás idején 65 személy után kellett adót fizetni a faluban. Az 1760-as évek végén végrehajtott úrbéri összeírás időszakában 16 jobbágy, 7 házas és 1 házatlan zsellér, valamint családjuk élt meg a falu határában elterülő úrbéres földeken, melyek összesen 11 és 1/8 telek területre terjedtek ki. A másfél évtizeddel későbbi népszámlálás idején 31 jobbágyot és 87 zsellért regisztráltak a faluban, és ez a növekedés feltehetően ekkor még zajló telepítésre utal. Hernádvécse határát termőképesség szempontjából Vályi András másodosztályúnak minősítette, és úgy jellemezte, hogy „fölgyének fele sovány, piatza távol esik”.
A település lakossága vallási értelemben sokszínű volt, amit kifejez az is, hogy a reformkori település-statisztikai munkák katolikus plébániáról, evangélikus imaházról és zsinagógáról is beszámolnak. Legtöbben a katolikus egyházhoz tartoztak, 1828-ban 567 fő, 1850-ben pedig arra is van adat, hogy 405-en a római, 56-an pedig a görögkatolikus szertartást követték. A protestáns lakosság 1828-ban 245-t tett ki, 1850-ben közülük 206-an lutheránusok voltak, 25-en pedig reformátusok. Az izraelita népesség korai jelenlétére utal, hogy már a józsefi népszámlálás idején élt Hernádvecsén 4 zsidó család, majd Ludovicus Nagy 1828-ban megjelent kötete pedig 70 zsidó személyről tudósít. Etnikailag vegyesen magyar és „tót” (szlovák) nyelvű volt a falu népessége.
A település területe több földesúr között oszlott meg. Az úrbéresnek számító földek tulajdonosai között kiemelkednek báró Vécsey József örökösei, akik az úrbéri összeírás idején 211 holdnyi jobbágytelek fölött rendelkeztek, amelyet 9 jobbágy és 7 zsellér művelt meg. Ebben az időszakban Krajnyik Sándor, Zombory Zsigmond, Szirmay Anna és az Ibrányi család birtokában voltak még jobbágytelkek. A Báró Vécsey család – az aradi vértanú Vécsey Károly tábornok (1803-1849) nemzetsége, amelynek azonban ő egy távoli, másik ágából származott – többségi tulajdonlásával jellemezhető hernádvécsei birtokszerkezet a 19. század első felében is megmaradt.

### 19. század
Hernádvécse két település (Hernádvécse és Szőled/Szölled) egyesítésével alakult meg 1905-ben, az előbbi népessége a századfordulón 722 fő, az utóbbié 404 fő volt. A születések aránya 1900 és 1910 között 34,8‰, a halálozásoké 21,4‰, a természetes szaporodásból származó többlet 147 fő, ugyanakkor körülbelül 150–160 fő költözött el a településekről, illetve vándorolt ki az Egyesült Államokba. (A külföldön távol lévők száma 1900-ban 117 fő.)

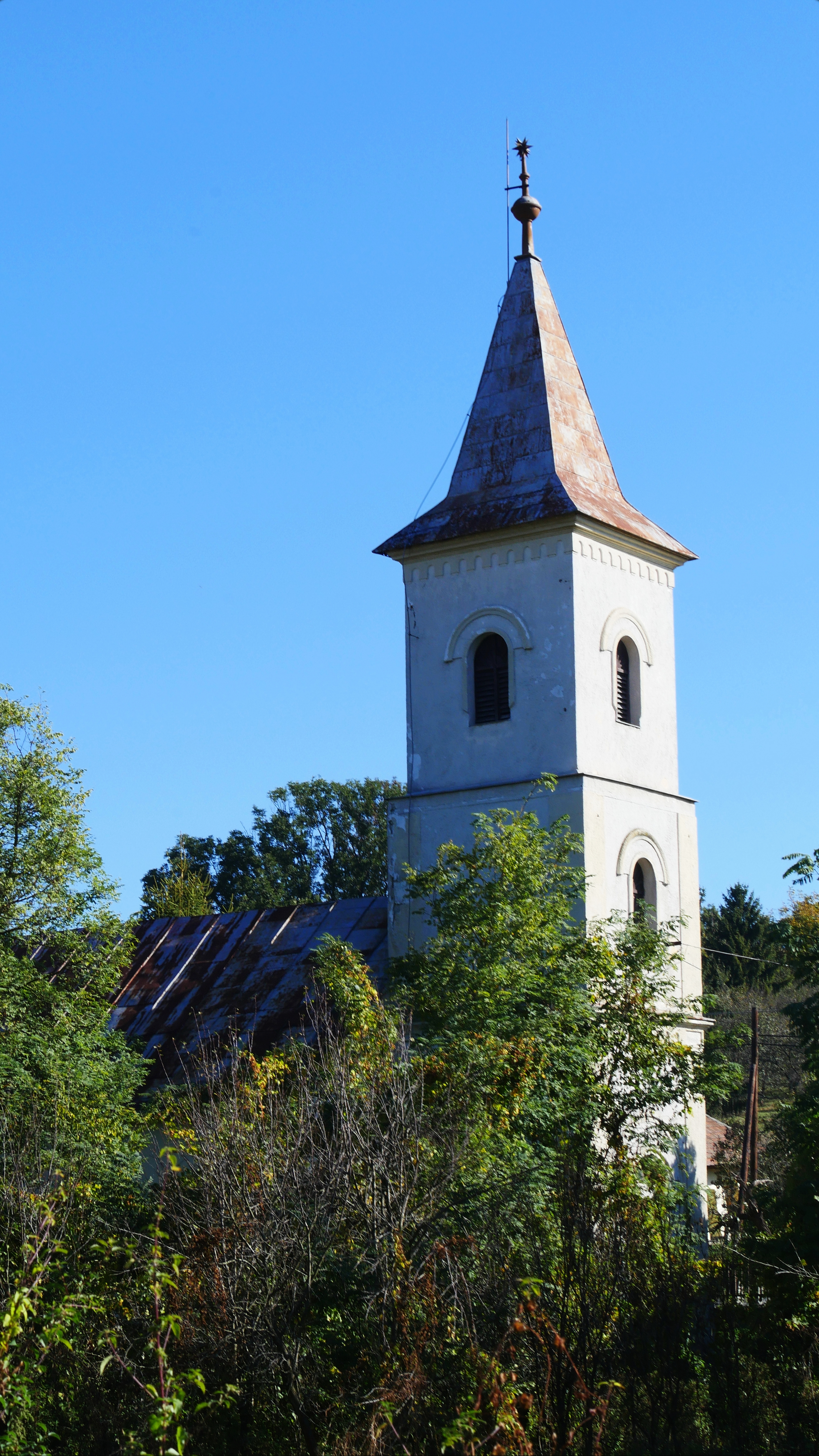
Református templom

A két faluba a 18. században görögkatolikus ruszinokat, valamint evangélikus és római katolikus szlovákokat (tótokat) telepítettek, akik magyarosodását nehéz pontosan nyomon követni. Fényes Elek 1851-ben Vécsét „magyar–tót”, Szölledet „magyar–orosz–tót” vegyes falunak nevezte, majd a két községben 1880-ban összesen 341, 1900-ban már csak 27 „tót” anyanyelvű lakost regisztráltak (31% és 3%). A népesség felekezeti megoszlása ugyancsak változatos volt. Szölleden a római katolikusok száma a századfordulón 188 fő, a görögkatolikusoké 156 fő, a Galíciából származó izraelitáké 49 fő. Hernádvécsén a római és a görögkatolikusokon kívül (391 és 130 fő) nagyobb számban éltek evangélikusok és reformátusok is (121 és 54 fő). Az evangélikus híveket egy 1877-ben készült egyházlátogatási jegyzőkönyv szerint az Istenbe vetett bizalom, mértékletesség és szorgalom jellemzi, babonás előítéleteik nincsenek, az elvárt jótékonykodást azonban szegénységük akadályozza, többen a földjüket is elvesztették. Az istentisztelet nyelve a magyar, az elemi iskolásokat a lelkész tanítja, az egyetlen tantermet azonban konyhaként is használja (ami a népnevelési törvénnyel ellentétes).
Az alfabetizáció terjedése a század utolsó évtizedeiben gyorsult fel. 1880-ban a két település lakosságának 30%-a (317 fő), 1900-ban az 50%-a (192 fő), a 6 éven felüliek 60%-a tudott írni és olvasni.
A földhasznosítás, illetve a határhasználat változása is hasonló tendenciákat mutat. Erdőket irtottak, réteket törtek fel és alakítottak szántóvá, melynek eredményeként az utóbbi területe 1895-ig Szölleden 550 kataszteri holdra (77%-ra), Vécsén 1554 holdra (70%-ra) emelkedett, a réteké és a legelőké a két településen 493 holdra (17%-ra) csökkent, míg a szőlőtermelést az 1880-as évek filoxéra-járványa tette tönkre.
Hernádvécse és Szölled reformkori földesurai, a Vécsey család tagjai eladósodtak, birtokukat Dorner Ferencz kassai ügyvéd vásárolta meg az 1850-es években, ami lánya hozományaként került a fiumei olasz családból származó Sardagna János császári lovaskapitány tulajdonába. A századfordulón fia, ifj. Sardagna János, aki 1905-ben szerzett magyar bárói címet, körülbelül 1000 kataszteri holdon gazdálkodott, felesége, Bánó Lenke pedig 1909-ben mezőgazdasági szeszfőzde létesítésére kapott kormányzati engedélyt.
Hernádvécsén 1898-ban fogyasztási és értékesítési szövetkezet, egy évvel később hitelszövetkezet alakult, mely a takarékoskodás előmozdításával tagjainak hiteligényét kívánta biztosítani. Az igazgatóságot egészen internacionális és interkonfesszionális társaság alkotta: Sardagna János római katolikus földbirtokos, Kovács Andor evangélikus lelkész, Liebmann Manó izraelita körjegyző (és tőketulajdonos), valamint ruszin, szlovák és magyar parasztok.

### 20-21. század
Hernádvécse 1905-ben Vécse és Szölled egyesítésével jött létre. A település 1910-ben Abaúj-Torna vármegye Szikszói járásához tartozott. A kisközség 2 209 kat. holdon (= 1 271 hektár) terült el, lakóinak száma 1 117 volt. Számottevő volt az idegen ajkúak jelenléte: a magyar anyanyelvűek mellett 90 tót, 13 német és 1 oláh élt a faluban. A vezető vallásfelekezet a 606 fős római katolikus volt, utána következett a 255 lelkes görögkatolikus, a 113 fős evangélikus, a 73 fős izraelita és a 70 fős református közösség. A lakosság túlnyomó többsége a mezőgazdaságban talált megélhetést, amiben változás az 1960-as évektől kezdődött.
Az első világháború erőfeszítéseiből a község is kivette a részét. A hadba vonultak közül hősi halált halt Balázs János, Balázs József, Barna János, Beluscsák András, Bencze István, Bucsko József, Cservák János, Dudás János, Eszlári András, Farkas János, Fodor András, Gergely István, Grósz Miksa, Horvát János, Horvát Lajos, Jencso András, Kocsis János, Laczo József, Lakatos András, Lutián István, Novák János, Orosz János, Palencsar József, Pelles István, Szabó Pál, Urbán János, Urbán József és Vasas János.
A trianoni békeszerződés közigazgatási változásai következtében Hernádvécse az Encsi járás része lett. A háborús évek ellenére a település lélekszáma 1920-ra 1 163 főre emelkedett, miközben jelentősen csökkent a nem magyar anyanyelvűek száma: 5 tót és 1 német ajkú lakost jegyzett fel a statisztika. A vallási életben a 627 fősre gyarapodó római katolikus közösség megőrizte első helyét. A görögkatolikusok száma ugyanakkor 245 főre csökkent, miközben a többi felekezet stagnált vagy gyarapodást mutatott: 113 evangélikus, 99 református, 78 izraelita és 1 unitárius élt ekkor a faluban. 1941-ben a népesség ismét 1 117 főt számlált, épp, mint 30 évvel korábban. Ekkor egyetlen idegen anyanyelvű lakosa volt a községnek, vallását tekintve pedig a következőképp oszlott meg a lakosság: 638 volt a római katolikusok, 231 a görögkatolikusok, 92 a reformátusok, 84 az evangélikusok, 71 az izraeliták száma és 1 fő görögkeleti vallású volt.
A világháborúk közötti periódusban a községben három tantermes, három tanerős elemi iskola működött. A legnagyobb földbirtokos, csaknem 1 000 hold tulajdonosa, a lakosság fő munkaadója báró Sardagna János és családja volt. Lauf Gyula kezdeményezésére 1920-ban alakult a Hangya Fogyasztási Szövetkezet, mely 1921-ben 1,25 millió korona éves forgalmat bonyolított. Emellett üzemelt a községben malom és szeszgyár is. A település villamosítása 1934-ben valósult meg.
A második világháború Hernádvécsét sem hagyta érintetlenül. Az elhunyt katonák mellett az áldozatok számát gyarapították a község elhurcolt izraelita lakosai: Fried Ignácné és fia, Schiffer Ármin, Schiffer Árminné és lányuk, Guttmann Adolf, Guttmann Adolfné, Klein Vilmos, Klein Vilmosné, valamint a Boczán-, Éberstark-, Friedenberg-, Grósz-, Schwarcz-, Spielberger-, Stern-, Weiszberger- és Zukkermann-család tagjai. Megsemmisült a község zsinagógája is.
Hernádvécse lakói számára 1944. december 17-én ért véget a második világháború a román hadsereg érkezésével. 1949-ben a háború utáni első népszámlálás szerint az itt élők száma 1 176 volt. A legnépesebb vallásfelekezet a római katolikus maradt 62,7%-os jelenléttel, majd a lakosság 19,0%-át kitevő görögkatolikusok, a 9,6%-kal rendelkező reformátusok, a 8,1%-ban jelenlévő evangélikusok és a 0,6%-ot adó izraeliták következtek. A népesség 0,1%-nak vallási hovatartozása ismeretlen volt. A szocializmus idején a népesség folyamatosan csökkent, az 1990. évi népszámlálás idejére 863 fősre apadt a lakónépesség.
A nagybirtokrendszer megszüntetéséről szóló 1945. márciusi kormányrendelet értelmében Hernádvécsén is végrehajtották a földosztást Sardagna báró birtokán. A kastélyt 1949-ben vették el a családtól, melynek utolsó itt született tagja, Sardagna János, Baselben hunyt el 2008-ban. 1949-ben alakult meg az Új Barázda nevet viselő termelőszövetkezet, de ez 1956-ban felbomlott és csak 1960-ban alakult újjá Búzakalász Mg. tsz-ként. 1969-ben csatlakozott hozzá a hernádpetri és pusztaradványi téesz is. Eredeti profilja növénytermesztés és állattenyésztés volt, mely az 1960-as években gyümölcstermesztéssel (alma, szilva, kajszibarack) egészült ki. Ekkor már jelentős volt az ingázók száma, akik közül sokan a miskolci Lenin Kohászati Művekben dolgoztak.
Az 1956. októberi országos események 27-én Hernádvécsén szobordöntéshez vezettek. Azon a napon egy csoport falubeli felvonulásra hívta Szmrek Gyula vb elnököt és Varga Ferenc vb titkárt, akik visszautasították az invitálást. Ezt követően egy vontató segítségével ledöntötték a szovjet hősi emlékművet, majd „Mars ki ruszki!” és hasonló jelszavakat kiabálva az első világháborús emlékműhöz vonultak, ahol elénekelték a Himnuszt, Török József elszavalta a Nemzeti Dalt, s végül Kossuth-nóták és népdalok éneklését követően feloszlott a tömeg. Október 28-án újabb akcióra került sor. Ezúttal a tanácsházáról megszerzett begyűjtési kartonokat égették el, és hattagú munkástanács alakult Szmrek Gyula elnökletével, de tag lett Cservák János párttitkár is. Az Új Barázda termelőszövetkezet ugyanakkor feloszlott. 1957. február 11-én született határozat az Encsi Járási Tanács vb ülésén, hogy a szobordöntésben bűnös lakosokat felelősségre kell vonni. Áprilistól novemberig többeket kihallgattak izgatás vádjával. Luterán János földművest júliusban őrizetbe vették, s mások ellen vádat emeltek. Bencze Józsefet és Lengyel Józsefet 1-1 év felfüggesztett, Rozman Jánost 6 hónapi felfüggesztett, Török Józsefet pedig 2 év börtönre ítélték.

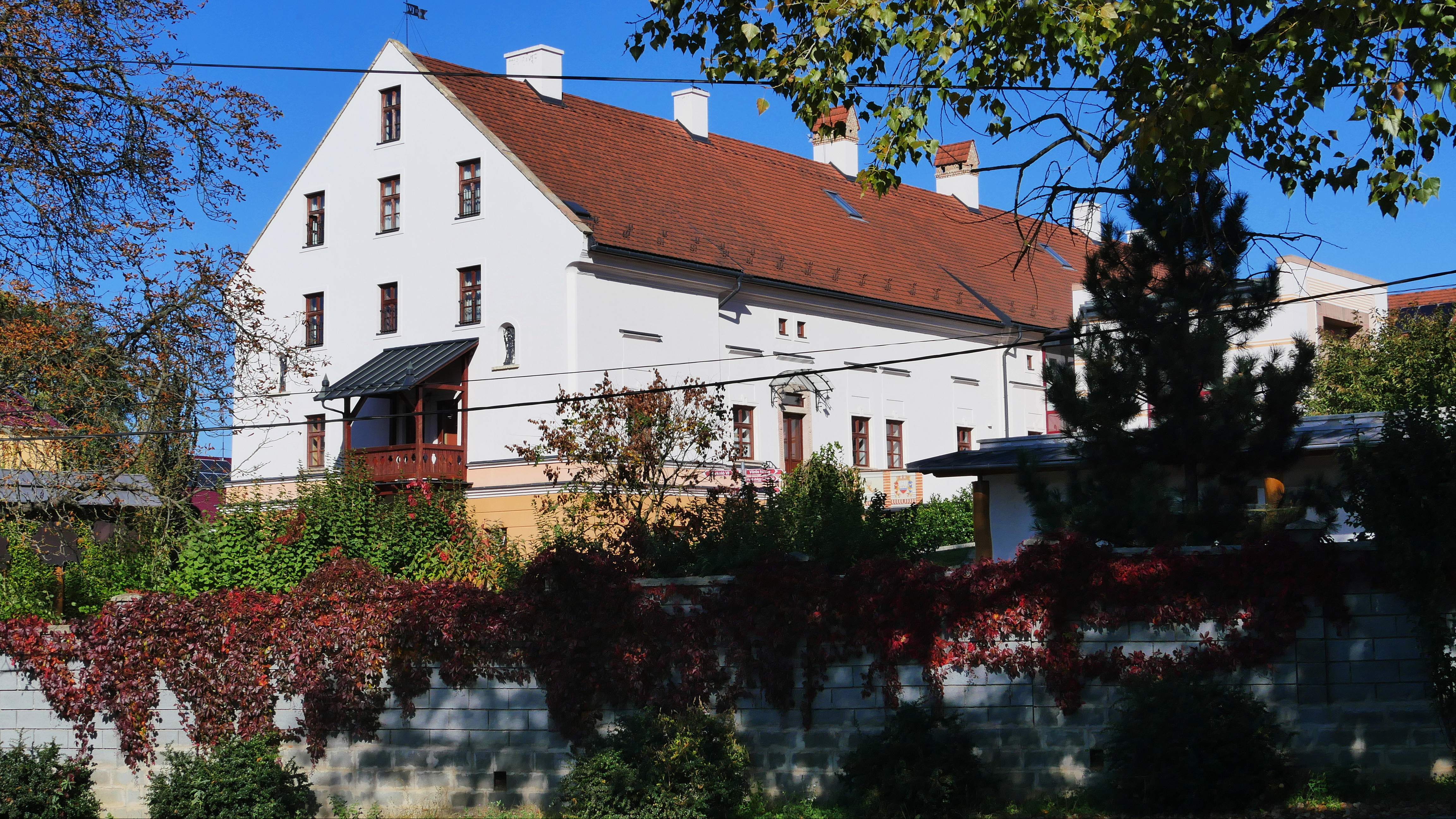
Vécsey-Sardagna kastély

A faluban a szocializmus idején bölcsőde és orvosi rendelő épült, 1970-ben klubkönyvtárt avattak, és működött mozi is. Az általános iskolában az 1948/1949-es tanévben 9 fősre duzzadt tanári gárda oktatott 5 tanteremben 223 főnyi diákságot. Tíz év elteltével ugyan a számok csökkentek, de az 1965/1966-os tanévben már ismét 203 tanulója volt az intézménynek, sőt a gyerekek mellett 32 felnőtt korú is növelte a tanulói létszámot. A körzeti iskolává történő átalakulás további növekedést eredményezett. 1965-ben a volt Sardagna-kastélyban mezőgazdasági szakiskola kezdte meg működését zöldség- és gyümölcstermesztés szakkal, majd ugyanitt gyógypedagógiai iskola létesült. Végül 1998-ig gyermekotthonként funkcionált a kastély épülete. 2007-ben került megvásárlásra és felújításra, a napjainkban benne működő Hotel Vécsecity 2014-ben nyílt meg.
A második világháború utáni változások közigazgatási átszervezéssel is jártak, minek eredményeképpen 1950-től Hernádvécse Borsod-Abaúj-Zemplén megye Encsi járásába, azon belül a Hernádvécse központú körjegyzőségbe sorolódott. 1966. szeptember 30-án a település Hernádpetrivel és Pusztaradvánnyal községi közös tanácsot szervezett, melynek székhelyét Hernádvécse adta. A közös tanácsú községet 1984. január 1-jével Encs városkörnyéki községévé nyilvánították. Végül a rendszerváltás következményeként 1991. január 1-én újjáalakult a Hernádvécsei körjegyzőség Hernádpetri, Hernádvécse és Pusztaradvány részvételével.
A szocializmusban jellemző népességfogyás eleinte folytatódott, majd a 2000-es évektől gyarapodás kezdődött. 2020. január 1-én 1 087 főt számlált a lakónépesség. A 2011. évi népszámlálás alkalmával a község lakóinak 88,6%-a vallotta magát magyarnak, 42,7%-a cigánynak, 0,2% németnek, ugyanennyi szlováknak, 0,1% bolgárnak, ugyanennyi szerbnek és 11,4% elutasította a válaszadást. Vallási tekintetben 65,2% volt a római katolikusok, 6,2% a görögkatolikusok, 3,7% a reformátusok, 1,5% az evangélikusok, 0,2% az egyéb katolikusok és 2,5% az egyéb vallási közösséghez tartozók aránya. Felekezeten kívüliként 0,5% határozta meg magát, míg 20,2% nem élt a válaszadás lehetőségével.
Hernádvécse lakosságszerkezete optimális, de az aktív korúak között a munkanélküliség országos átlag feletti. A település önálló háziorvosi körzettel rendelkezik, a gyermekorvos havonta rendel, ám fog- és szakorvosi ellátásra Encsen van lehetőség. A legközelebbi kórház Szikszón, mintegy 40 km-re, vasútállomás Novajidrányon, 7,0 km-re található. A településen körzeti óvoda és általános iskola működik. A település közös önkormányzati hivatalt fenntartó község, melynek székhelye Novajidrány. Hernádvécsén roma nemzetiségi önkormányzat működik.

## Közélete

### Polgármesterei
- 1990–1994: Csulák József (független)[79]
- 1994–1998: Papp György (független)[80]
- 1998–2002: Kovácsné Orosz Zsuzsanna (MSZP)[81]
- 2002–2006: Kovácsné Orosz Zsuzsanna (független)[82]
- 2006–2010: Kovácsné Orosz Zsuzsanna (független)[83]
- 2010–2014: Kovácsné Orosz Zsuzsanna (független)[84]
- 2014–2019: Kovácsné Orosz Zsuzsanna (független)[85]
- 2019–2024: Kovácsné Orosz Zsuzsanna (független)[86]
- 2024– : Kovácsné Orosz Zsuzsanna (független)[1]

### Intézményei
- Körzeti Általános Iskola
- Napköziotthonos Óvoda
- Háziorvosi Szolgálat
- Védőnői Szolgálat
- Novajidrányi Közös Önkormányzati Hivatal Hernádvécsei Kirendeltsége
- Hernádvécsei Önkormányzat
- Nemzetiségi Önkormányzat

## Népesség
A település népességének változása:
| Lakosok száma | 1018 | 1049 | 1089 | 1081 | 1027 | 1095 | 1077 |
|               | 2013 | 2014 | 2015 | 2021 | 2022 | 2023 | 2024 |

2001-ben a település lakosságának 53%-a magyar, 47%-a cigány nemzetiségűnek vallotta magát.
A 2011-es népszámlálás során a lakosok 88,6%-a magyarnak, 42,7% cigánynak, 0,2% németnek, 0,2% szlováknak mondta magát (11,4% nem válaszolt; a kettős identitások miatt a végösszeg nagyobb lehet 100%-nál). A vallási megoszlás a következő volt: római katolikus 65,2%, református 3,7%, görögkatolikus 6,2%, evangélikus 1,5%, felekezeten kívüli 0,5% (20,2% nem válaszolt).
2022-ben a lakosság 75,5%-a vallotta magát magyarnak, 12,4% cigánynak, 0,1% szlováknak, 0,1% bolgárnak (24,5% nem nyilatkozott; a kettős identitások miatt a végösszeg nagyobb lehet 100%-nál). Vallásuk szerint 18,9% volt római katolikus, 1,9% református, 2,5% görög katolikus, 0,5% egyéb keresztény, 0,4% evangélikus, 1,5% felekezeten kívüli (74,3% nem válaszolt).
A település honlapja szerint: lakosainak száma: 976 fő, lakásainak száma 295 (letöltve 2021. október 17.)

## Nevezetességek
- Római katolikus templom. Késő barokk stílusú, Szent Kereszt Felmagasztalása tiszteletére szentelve.

Sokáig váratott magára egy katolikus templom építése, melyhez egy jelentős esemény kötődik. 1810 körül, amikor Napóleon Oroszországot akarta meghódítani, első felesége, Mária Lujza, I. Ferenc császár leánya útnak indult, hogy férjét meglátogassa a harctéren. Útja során a Vécseyek lakhelyét is meglátogatta, és ott nyugodni tért. Amikor reggel felkelt és szentmisére kívánt menni, házigazdája, Vécsey Ágoston közölte vele, hogy sajnos Hernádvécsén nincs templom. Távozásakor 1000 dukátot adott a Vécseyeknek a katolikus templom felépítésére. Ezt az összeget a család saját vagyonával kiegészítette, és 1811-re elkészült a templom, mely ma is dísze a községnek.
- Evangélikus templom, Hernádpetri